# Synagoga w Białej Rawskiej
Synagoga w Białej Rawskiej – była synagoga, znajdująca się w Białej Rawskiej przy placu Wolności, od lat 50. XX wieku w jej budynku mieści się remiza strażacka .
Żydowskie osadnictwo w Białej Rawskiej datuje się od drugiej połowy XVIII wieku. W 1822 roku powołano samodzielną gminę wyznaniową, dysponującą synagogą, cmentarzem, chederem i mykwą. Drewniana synagoga rawska spłonęła w 1842 roku. W latach 1845–1847 w jej miejscu wzniesiono nową, murowaną .
W latach 20. XX wieku Żydzi stanowili około 60% ludności miasta (1429 osób), zajmując się głównie handlem oraz dzierżawą karczm i rzeźni. W 1939 roku ich udział w populacji spadł do około 40%. We wrześniu 1939 roku niemieckie władze okupacyjne zorganizowały na rynku publiczne zgromadzenie ludności o charakterze propagandowym ; w tym samym roku spalono synagogę . Jesienią 1941 roku utworzono getto, do którego przesiedlono około 6 tys. Żydów z Białej Rawskiej, Piaseczna i Żyrardowa. Likwidacja getta nastąpiła 27 października 1942 roku – jego mieszkańców deportowano przez Rawę Mazowiecką do nazistowskiego obozu zagłady Treblinka II .
W latach 50. XX wieku gmach byłej synagogi odbudowano i zaadaptowano na potrzeby remizy strażackiej .